# Complejo de núcleo metamórfico

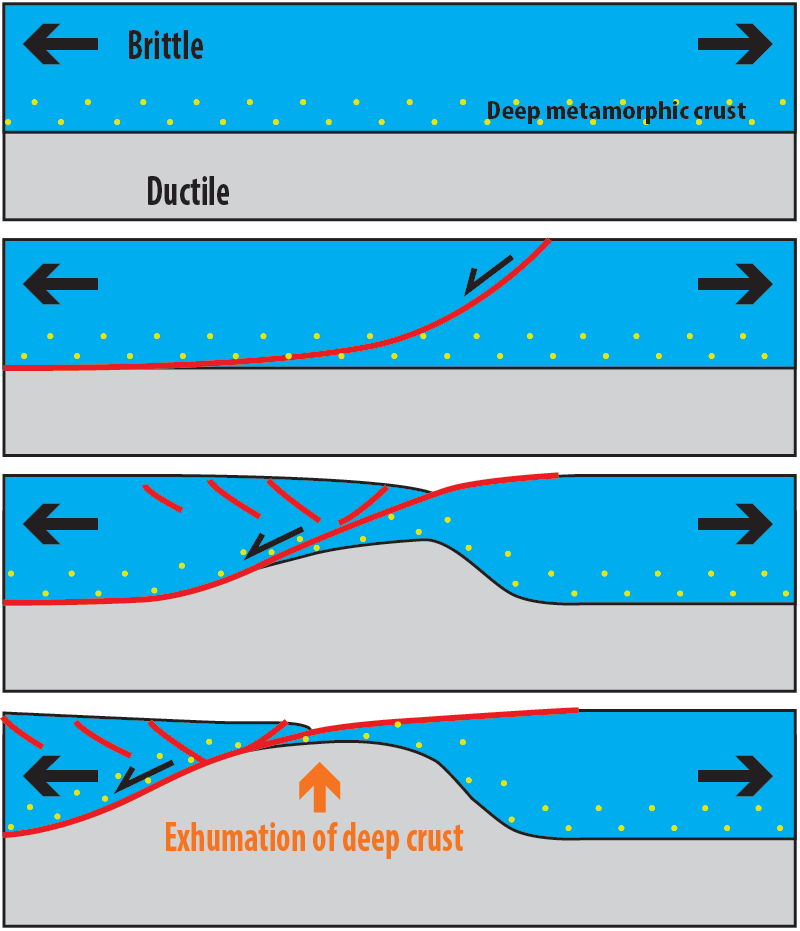
Esquema en perfil de la formación de un complejo de núcleo metamórfico.

Un complejo de núcleo metamórfico (en inglés: metamorphic core complex) son zonas de la superficie terrestre donde se encuentran expuestas rocas de la corteza inferior. Estas zonas geológicas están asociadas a tectónica extensional, la cual ha hecho posible su trayectoria a la superficie desde grandes profundidades. Como el nombre lo índica las rocas de un complejo de núcleo metamórfico son metamórficas, destacando el gneis como la roca más común. El protolito de estas rocas es típicamente ígneo.
Se da la situación que estos complejos están parcialmente cubiertos de rocas sedimentarias mucho más jóvenes que el basamento ígneo–metamórfico. El entendimiento entre los geólogos de que los complejos de núcleo metamórficos se formaban por extensión mediante fallas de despegue se dio entre 1977 y 1982 tras la Conferencia de Penrose de 1977 en Tucson.